# Hayuma Tanaka
Hayuma Tanaka (田中 隼磨?, Tanaka Hayuma; Matsumoto, 31 luglio 1982) è un ex calciatore giapponese, di ruolo difensore.

## Carriera
Ha esordito con la Nazionale giapponese il 9 agosto 2006 contro Trinidad e Tobago.

## Palmarès

### Club
- Campionato giapponese: 2

Yokohama F·Marinos: 2004
Nagoya Grampus: 2010
- Supercoppa del Giappone: 1

Nagoya Grampus: 2011
- J2 League: 1

Matsumoto Yamaga: 2018

### Nazionale
- Giochi asiatici: 1

2002